# Đelekovec
Đelekovec est un village et une municipalité située dans le comitat de Koprivnica-Križevci, en Croatie. Au recensement de 2001, la municipalité comptait 1 824 habitants, dont 98,63 % de Croates et le village seul comptait 1 372 habitants.

## Localités
La municipalité de Đelekovec compte 2 localités : Đelekovec et Imbriovec.